# Richard Rothwell
Richard Rothwell, né le 20 novembre 1800 à Athlone ou Dublin et mort le 13 septembre ou le 13 décembre 1868 à Rome, est un portraitiste irlandais.

## Biographie
Richard Rothwell naît le 20 novembre 1800 à Athlone, ou Dublin, dans le Royaume d'Irlande. 
Il entre à l'âge de 14 ans à l'école d'arts de la Royal Dublin Society et s'installe à son compte en 1820 à Dublin comme portraitiste. Devenu membre de la Royal Hibernian Academy en 1823, année de sa fondation, il y expose des portraits jusqu'en 1826.
Il déménage à Londres en 1829, où il est brièvement assistant de Thomas Lawrence. À la mort de celui-ci, il termine plusieurs de ses portraits. 
Il épouse en 1842 la fille d'un médecin de Belfast, prénommée Rosa, avec qui il a plusieurs enfants, dont l'artiste Marguerita Rosalie (Margo) Rothwell.  
Il meurt le 13 septembre, ou le 13 décembre 1868 à Rome, après avoir contracté une fièvre une semaine plus tôt. Il est enterré au cimetière anglais de Rome.